# Bibliothèque publique de Brooklyn
La Bibliothèque publique de Brooklyn (Brooklyn Public Library) est un ensemble de bibliothèques de l'arrondissement de Brooklyn à New York. La bibliothèque centrale est située dans Downtown Brooklyn sur le Grand Army Plaza. Elle dispose d'un centre multilingue.

## Histoire
La bibliothèque publique de Brooklyn est l’une des bibliothèques les plus vieilles des États-Unis. La bibliothèque centrale a été fondée en 1941. L'Art Deco des années 40 est le style architectural de cet établissement. Il prend aussi la forme d’un livre ouvert avec des sculptures en bronze à la porte principale. Ces sculptures ont été faites par Thomas Hudson Jones et Carl P. Jennewein.
À l’origine, le design avait été fait par Raymond Almirall en 1912 dans le style des Beaux-Arts. Cependant, la construction de l’édifice a été complétée par les architectes Alfred Morton Githens et Francis Keally dans le style Deco Moderne.
La bibliothèque publique de Brooklyn rénove leur édifice. Les rénovations ont commencé en 2018 et elles devraient finir en 2023. Le but de ces rénovations est d’optimiser l’espace public, créer des lieux inspirants et créatif et de restaurer un monument de Brooklyn. Ce projet est réalisé en collaboration avec l’architecte Toshiko Mori.
La Brooklyn Historical Society et la bibliothèque publique de Brooklyn ont décidé de fusionner leurs collections d’archives en 2020. Leur but est de constituer une riche collection de l’histoire de Brooklyn et d’étendre leur portée.

### Mission
La bibliothèque désire assurer la préservation et la transmission des connaissances, de l’histoire et de la culture. De plus, elle veut maintenir un accès gratuit pour toute la population à l’information. Elle souhaite devenir un centre de connaissance d’information accessible pour tous et devenir une leader pour le développement des bibliothèques publique à l’image de leur communauté.

## La bibliothèque centrale

### Services
La bibliothèque possède une collection variée. Celle-ci contient des photographies historiques, des cartes, des documents d’archives et les journaux de Brooklyn Daily Eagle de 1841 à 1955. De plus, un coin café bistro se trouve à l’intérieur de la bibliothèque de Brooklyn.
Le Dr. S. Stevan Dweck Cultural Center est un auditorium pour accueillir les programmations comme la série BPL Presents qui fait la promotion de la culture. The Shelby White and Leon Levy Information Commons est une extension de la bibliothèque qui offre des ressources et de l’assistance pour la carrière, la recherche d’emploi et la création d’entreprise.

#### COVID-19 et la bibliothèque publique de Brooklyn
La pandémie causée par la COVID-19 a affecté les bibliothèques. Celles du réseau de Brooklyn ont déplacé la majorité de leur programmation en ligne. En plus de la programmation virtuelle et des ressources en ligne, la bibliothèque publique de Brooklyn s’est adaptée pour continuer d’offrir un service qui répond aux besoins de leur communauté. Plusieurs membres de la communauté de Brooklyn n’ont pas accès à internet. Le travail à distance et l’étude à distance ne sont pas possibles pour ces personnes sans connexion internet. Plusieurs d’entre eux dépendent du réseau Wi-Fi des bibliothèques. C’est pour cette raison que la bibliothèque de Brooklyn a décidé d’étendre son Wi-Fi gratuit à 300 pieds dans 50 établissements du réseau. De plus, un service de « grab-and-go » est instauré dans 23 bibliothèques du réseau. Ce service permet l’emprunt rapide de livres sans contact et en limitant l’entrée dans l’établissement. Un nouveau projet innovateur de la bibliothèque est d’installer des salles de lectures à l’extérieur de leur édifice. Cela va permettre de pratiquer la distanciation en se rassemblant dans une place publique et d’utiliser les services de bibliothèque. Une connexion Wi-Fi, des ordinateurs, des livres et d’autres équipements seront mis à la disposition des usagers.

## Liste des bibliothèques
- Bibliothèque centrale
- Arlington
- Bay Ridge
- Bedford
- Bedford-Stuyvesant
- Borough Park
- Brighton Beach
- Brooklyn Heights
- Brower Park
- Brownsville
- Bushwick
- Canarsie
- Carroll Gardens
- Clarendon
- Clinton Hill
- Coney Island
- Cortelyou
- Crown Heights
- Cypress Hills
- DeKalb
- Dyker Heights
- East Flatbush
- Eastern Parkway
- Flatbush
- Flatlands
- Fort Hamilton
- Gerritsen Beach
- Gravesend
- Greenpoint
- Highlawn
- Homecrest
- Jamaica Bay
- Kensington
- Kings Bay
- Kings Highway
- Leonard
- Macon
- Mapleton
- Marcy
- McKinley Park
- Midwood
- Mill Basin
- New Lots
- New Utrecht
- Pacific
- Paerdegat
- Park Slope
- Red Hook
- Rugby
- Ryder
- Saratoga
- Sheepshead Bay
- Spring Creek
- Stone Avenue
- Sunset Park
- Ulmer Park
- Walt Whitman
- Washington Irving
- Williamsburgh
- Windsor Terrace